# 清原村 (栃木県)
清原村（きよはらむら）は栃木県の東部、芳賀郡に属していた村である。
芳賀郡の自治体であったが宇都宮市および河内郡との結びつきが強く、宇都宮市と編入合併した。しかし真岡新聞の配布地域に含まれている点、真岡市内の企業への通勤者が多い点、真岡市内の高等学校への通学者が多い点など、宇都宮市内の中では比較的芳賀郡地域との結びつきが強いエリアでもある。

## 地理
- 河川：鬼怒川

## 歴史
- 1889年（明治22年）4月1日 - 町村制施行により、竹下村、鐺山村、上籠谷村、氷室村、刈沼村、刈沼新田、野高谷村、板戸村、道場宿村が合併し芳賀郡清原村が成立する。
- 1947年（昭和22年）9月6日 - 昭和天皇の戦後巡幸。村内にあった県立開拓修練農場などを視察[1]。
- 1949年（昭和24年）4月1日 - 瑞穂野村の一部（桑島新田の一部）を編入する。
- 1954年（昭和29年）8月10日 - 宇都宮市へ編入され消滅。

## 学校
- 清原村立清原北小学校
- 清原村立中央小学校
- 清原村立清原東小学校
- 清原村立清原南小学校
- 清原村立清原中学校
- 栃木県農業講習所
- 宇都宮陸軍飛行学校（1940-1944）

## 行政
- 清原村長

| 代 | 氏名       | 就任                       | 退任                       | 備考 |
| -- | ---------- | -------------------------- | -------------------------- | ---- |
| 1  | 岡田直三郎 | 1889年（明治22年）5月8日   | 1889年（明治22年）5月16日  |      |
| 2  | 芝野徳三郎 | 1889年（明治22年）5月27日  | 1889年（明治22年）10月18日 |      |
| 3  | 芝野庄三郎 | 1889年（明治22年）12月18日 | 1893年（明治26年）7月3日   |      |
| 4  | 坂本茂吉   | 1893年（明治26年）7月10日  | 1894年（明治27年）9月26日  |      |
| 5  | 坂本平三郎 | 1894年（明治27年）10月4日  | 1895年（明治28年）9月30日  |      |
| 6  | 坂本吉十郎 | 1896年（明治29年）3月31日  | 1900年（明治33年）3月30日  |      |
| 7  | 〃         | 1900年（明治33年）3月31日  | 1904年（明治37年）3月30日  |      |
| 8  | 〃         | 1904年（明治37年）3月31日  | 1908年（明治41年）3月30日  |      |
| 9  | 〃         | 1908年（明治41年）3月31日  | 1912年（明治45年）3月30日  |      |
| 10 | 〃         | 1912年（明治45年）3月31日  | 1916年（大正5年）3月30日   |      |
| 11 | 〃         | 1916年（大正5年）3月31日   | 1920年（大正9年）3月30日   |      |
| 12 | 〃         | 1920年（大正9年）3月31日   | 1924年（大正13年）3月30日  |      |
| 13 | 〃         | 1924年（大正13年）3月31日  | 1926年（大正15年）11月7日  |      |
| 14 | 上野清三郎 | 1926年（大正15年）11月8日  | 1929年（昭和4年）6月18日   |      |
| 15 | 坂本勝造   | 1929年（昭和4年）10月5日   | 1933年（昭和8年）10月4日   |      |
| 16 | 〃         | 1933年（昭和8年）10月5日   | 1937年（昭和12年）10月4日  |      |
| 17 | 坂本薫太郎 | 1937年（昭和12年）10月12日 | 1941年（昭和16年）10月11日 |      |
| 18 | 阿久津喜徳 | 1942年（昭和17年）6月22日  | 1946年（昭和21年）6月21日  |      |
| 19 | 荒井甲一   | 1947年（昭和22年）4月5日   | 1951年（昭和26年）4月4日   |      |
| 20 | 荒井甲一   | 1951年（昭和26年）4月23日  | 1954年（昭和29年）8月9日   |      |

出典:『栃木県町村合併誌 第二巻』, p. 261-262

## 交通
- 宇都宮陸軍航空廠線（1942-1945）
  - 鐺山駅

## 名所・旧跡
- 飛山城跡
- 同慶寺
- 掩体壕

## 出身者
- 荒井退造 - 沖縄県警察部長